# Пафос (мифология)
Пафос (Паф, др.-греч. Πάφος) — в древнегреческой мифологии сын скульптора Пигмалиона и его ожившей скульптуры Галатеи, брат Кинира. По одному из вариантов, жена родила от Пигмалиона сыновей Пафоса, Кинира и дочь Метарму. По другой версии, это девушка по имени Пафа, родившая от Аполлона Кинира. 